# Passeport lituanien
Le passeport lituanien est un document de voyage international délivré aux ressortissants lituanien, et qui peut aussi servir de preuve de la citoyenneté lituanienne. 